# Nyírpazony
Nyírpazony je obec na východě Maďarska v okrese Nyíregyháza v župě Szabolcs-Szatmár-Bereg. Žije zde 3 338 obyvatel (2015).

## Partnerské obce
- Veľký Horeš, Slovensko[1]